# Пино Суарес, Хосе Мария
Хосе Мария Пино Суарес (исп. José María Pino Suárez; 8 сентября 1869, Теносике-де-Пино-Суарес, Табаско — 22 февраля 1913, Мехико) — мексиканский политический и государственный деятель. Вице-президент Мексики (1911—1913), революционер, юрист, поэт, журналист.

## Биография

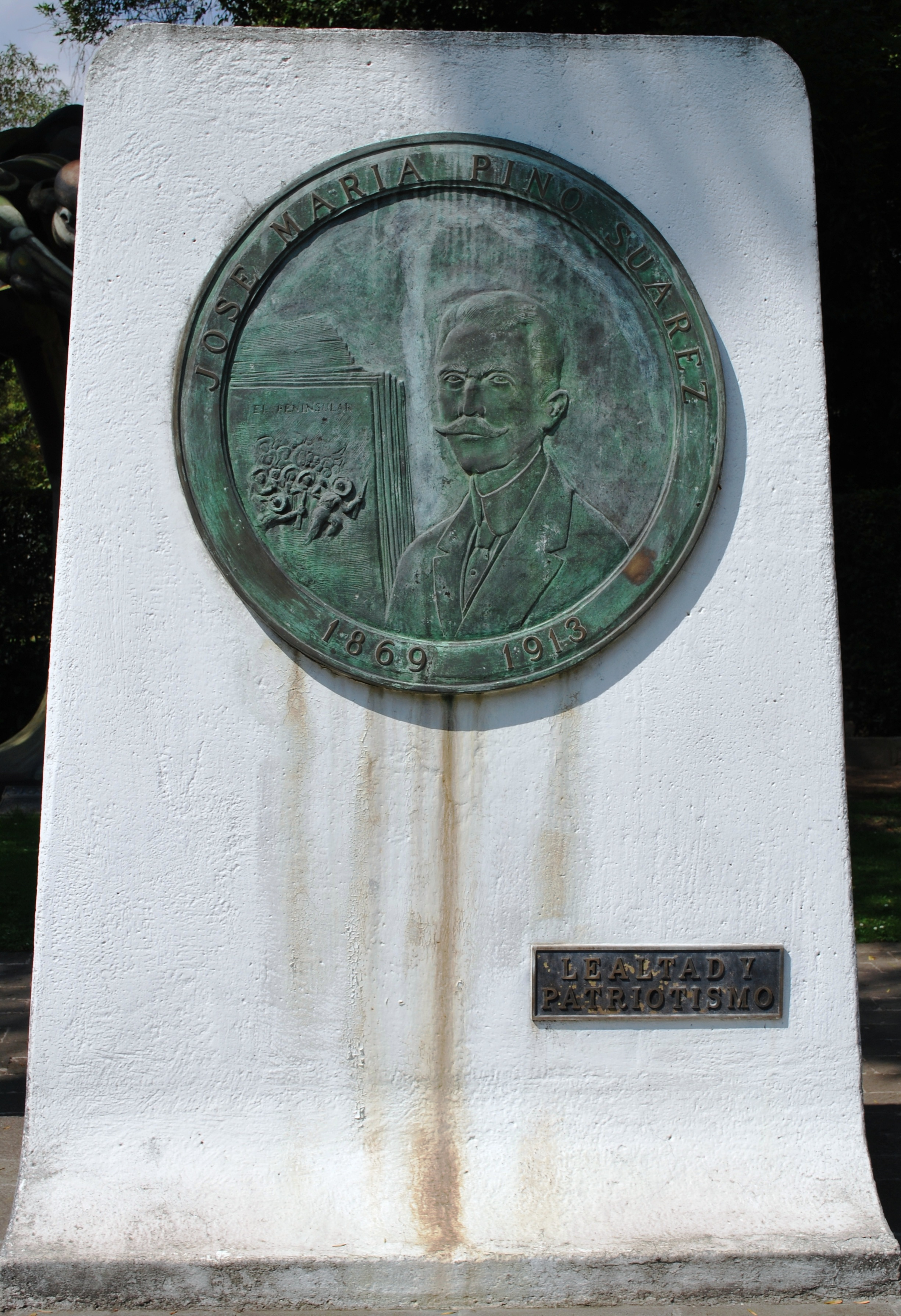
Надгробие на могиле Хосе Мария Пино Суареса в Ротонде выдающихся деятелей Гражданского Пантеона Долорес в Мехико

Родился в известной политически семье, его прадед Педро Саинс де Баранда был героем Мексиканской войны за независимость. После обучения у иезуитов и окончания юридической школы получил степень по юриспруденции в 1894 году и занимался адвокатской практикой в Мехико с Хоакином Касасусом, а также вёл дела со своим тестем, крупным юкатанским предпринимателем Раймундо Камарой. Кроме того, писал стихи. Стал членом Королевской академии испанского языка.
В 1904 году основал газету El Peninsular, в которой информировал общественность о социальной несправедливости, происходящей на полуострове Юкатан при местном касике времён Порфириата Олегарио Молине. Лично Пино Суарес вёл журналистские расследования об эксплуатации коренных жителей из народов майя и яки, вынужденных работать в рабских условиях на асьендах с плантациями хенекена. Это вызвло гнев богатейших олигархов Юкатана, известных как «божественная каста».
Был вовлечён в политику, показав себя противником диктатуры Порфирио Диаса. Познакомившись с Франсиско Мадеро, сыграл важную роль в создании Антиреэлексионистской партии. Борясь с политической олигархией, которая контролировала Юкатан и к которой он сам принадлежал по семейным и деловым связям, Суарес был объявлен кандидатом от Антиреэлексионистской партии в качестве губернатора Юкатана, но вскоре был арестован. Бежал в США, где сблизился с Франсиско Мадеро. 
Участник Мексиканской революции с самого её начала. В 1910 году исполнял обязанности министра юстиции во временном правительстве изгнанника Мадеро. После военной победы революционых сил в Сьюдад-Хуаресе был одним из четырёх мирных переговорщиков, добившихся подпичания в этом городе соглашения, покончившего с десятилетиями диктатуры Диаса.
Вошёл в состав революционного кабинета, созданного Франсиско Мадеро в мае 1911 года. Дважды, с 6 июня по 8 августа 1911 года и с 27 сентября по 21 ноября 1911 года занимал пост губернатора штата Юкатан. На президентских выборах в октябре 1911 года был избран вице-президентом Мексики (получил 66 % поддержки). В феврале 1912 года также получил важный пост министра образования и пытался проводить реформы, несмотря на противодействие сьентификос.
Во время событий Трагической декады, после смещения Франсиско Мадеро с поста президента и победы контрреволюционных сил, был вынужден подать в отставку. Арестован и 23 февраля по приказу главаря мятежников генерала Викториано Уэрта Пино Суарес вместе с Мадеро был убит по дороге в тюрьму.
В 1969 году был посмертно награждён высшей наградой Мексики — Почётной медалью «Belisario Domínguez». Награду приняла его вдова.
Имя Хосе Мария Пино Суареса носит его родной город Теносике-де-Пино-Суарес.